# Despatx Pont Germans
El Despatx Pont Germans és una obra modernista de Sabadell (Vallès Occidental) protegida com a Bé Cultural d'Interès Local.

## Descripció
Despatx cantoner, compost de planta baixa i pis. L'edifici va patir reformes i presenta la planta gairebé lliure molt senzilla. Les façanes són d'estil modernista presentant una gran riquesa ornamental, amb molta varietat de motius i materials (pedra, estuc, ceràmica, ferro forjat, etc.). El despatx forma una unitat funcional amb l'edifici contigu. El primer pis presenta un balcó on a cada banda hi ha disposades un parell de finestres.